# Javier Calvo
Francisco Javier Calvo Guirao (Murcia, 21 de enero de 1991) es un actor, director, guionista y productor español, que se hizo conocido por su papel de Fer (Fernando Redondo) en la serie de televisión Física o química (2008-2011). Posteriormente, junto a su pareja Javier Ambrossi, ha desarrollado proyectos de gran éxito como La llamada (2017), Paquita Salas (2016-2019), Veneno (2020) y La mesías (2023).

## Biografía
Francisco Javier Calvo Guirao nació en Murcia el 21 de enero de 1991. Hijo de Francisco Javier Calvo Durán y de su esposa Teresa Guirao, su carrera como actor se inició con tan solo 11 años, cuando se subió por primera vez a un escenario y comenzó a participar en obras como El misterio de Duarte, A través del espejo o El enfermo imaginario.
Comenzó una relación sentimental con el también actor Javier Ambrossi en 2010, con el que más tarde formaría el nombre artístico de «Los Javis», después de crear varios formatos de gran popularidad. Según ha relatado sobre su salida del armario: «Estaba de resaca e iba a una comunión y salió el tema en la conversación. Lo dije sin más, la verdad. No fue nada muy traumático. Luego trajo cola, obviamente».

## Trayectoria profesional
Obtuvo su primer papel en la serie de televisión juvenil de Antena 3 Física o Química, con el papel de Fernando «Fer» Redondo, donde participó los cuatro años y siete temporadas que duró la serie, gracias a la que alcanzó gran popularidad entre el público español. Posteriormente, participó en la webserie de humor Are you app? (2012) interpretando a Samuel.
En 2013 debutó como guionista y director, junto a Javier Ambrossi, con la obra de teatro La llamada, que posteriormente se convirtió en un gran éxito, tanto por el público como por la crítica. La obra empezó como una representación de pequeño formato en el hall del teatro Lara de Madrid. Han contado en su obra con actores y actrices de la talla de Macarena García, Anna Castillo, Belén Cuesta, Claudia Traisac, Richard Collins-Moore y Gracia Olayo, entre otros, muchos de ellos convirtiéndose en grandes estrellas posteriormente. Según declaraciones de ambos, ellos mismos tuvieron que comprar las dos camas de las jóvenes que protagonizan la historia, a través de la página web Ebay por un precio de 100 euros, cuando su economía era algo más precaria, debido a la falta de presupuesto.
En 2014 regresó a la actuación para realizar pequeñas colaboraciones en las series Los misterios de Laura de Televisión española y Amar es para siempre de Antena 3. Un año más tarde, en agosto de 2015, se estrenó la versión mexicana de la producción La llamada en el teatro López Tarso, con un reparto completamente diferente al que estaba representando la obra en Madrid. En 2015 rodó la película rusa Koridor Bessmertiya (en inglés Convoy 48), en la que encarna a un joven español exiliado a causa de la Guerra Civil afincado en Rusia, que se estrenó en 2019.
En septiembre de 2016 estrenó Paquita Salas, su primera webserie como guionista y director junto a Javier Ambrossi. Se trata de una serie cómica de cinco episodios de 30 minutos cada uno que comenzó a través de la plataforma Flooxer, aunque debido a la buena aceptación que tuvo su preestreno, también se emitió en el canal de TDT Neox. Un año después, Netflix adquirió los derechos de la serie y anunció una segunda temporada producida por ellos. En 2019 estrenó la tercera temporada de la serie y confirmó una cuarta tanda de episodios, todavía sin anuncios del comienzo de su preproducción.
También en 2016 comenzó el rodaje de la adaptación al cine de la obra de teatro La llamada junto a Javier Ambrossi y con parte del reparto de la obra. La película, también titulada La llamada, se estrenó en septiembre de 2017, obteniendo gran éxito en taquilla y una nominación como dirección novel en los Premios Goya, además de varias nominaciones en premios en las Medallas del Círculo de Escritores Cinematográficos, los Premios Feroz y el Festival Latin Beat de Tokio, entre otros.
En septiembre de 2017, se incorporó, de nuevo junto a Javier Ambrossi, como profesor de interpretación en la novena edición de Operación Triunfo, donde coincidió con los entonces debutantes cantantes Amaia Romero o Aitana. Un año después, tras la marcha de Itziar Castro, volvieron a colaborar como profesores de interpretación en Operación Triunfo 2018. Posteriormente, en televisión, ha debutado como miembro del jurado del programa de Antena 3 Mask Singer: adivina quién canta, junto a su pareja Javier Ambrossi, Malú y José Mota, repitiendo su rol en la segunda edición del concurso. En 2021 se estrenó también como miembro del jurado del formato Drag Race España en Atresplayer Premium.
En 2020 estrenó la serie de televisión, junto a Javier Ambrossi, Veneno, una serie basada en las memorias de La Veneno donde realizó las labores de director, guionista y productor. La serie obtuvo gran éxito, recibiendo buenas críticas en España y el extranjero (llegando a estrenarse fuera de España en HBO Max) y una nominación en los Premios Iris.
El día 28 de junio de 2021, Día Internacional del Orgullo LGBTI, fue entregado el Reconocimiento Arcoíris, otorgado por el Ministerio de Igualdad de España y la Dirección General de Diversidad Sexual y Derechos LGTBI, en reconocimiento a la visibilidad LGTBI en el ámbito de la cultura a la serie Veneno. Recogió el reconocimiento como cocreador de la serie.
En febrero de 2021 se anunció su siguiente proyecto como productor Cardo, junto a Javier Ambrossi con la productora de ambos, Suma Latina.

## Filmografía como actor

### Cine
| Año  | Título          | Personaje        | Notas            |
| ---- | --------------- | ---------------- | ---------------- |
| 2007 | Doctor Infierno | Bombero Johnny   | Papel secundario |
| 2019 | Convoy 48       | Español exiliado | Papel principal  |

### Series de televisión
| Año         | Título                           | Personaje              | Canal          | Notas        |
| ----------- | -------------------------------- | ---------------------- | -------------- | ------------ |
| 2008 - 2011 | Física o Química                 | Fernando «Fer» Redondo | Antena 3       | 77 episodios |
| 2012 - 2013 | Are you APP?                     | Samuel                 | Youtube        | 5 episodios  |
| 2014        | Los misterios de Laura           | Guillermo Vasco        | TVE            | 1 episodio   |
| 2014        | Amar es para siempre             | Celso                  | Antena 3       | 1 episodio   |
| 2018        | Looser                           | Él mismo               | Flooxer        | 1 episodio   |
| 2019        | La otra mirada                   | Jorge Merlot           | TVE            | 1 episodio   |
| 2020 - 2021 | Física o químicaː El reencuentro | Fernando «Fer» Redondo | Atresplayer    | 2 episodios  |
| 2022        | Dos años y un día                | Él mismo               | Atresplayer    | 1 episodio   |
| 2023        | La Mesías                        | Policía 1              | Movistar Plus+ | 1 episodio   |

### Programa de televisión
| Año             | Título                           | Canal               | Notas                      |
| --------------- | -------------------------------- | ------------------- | -------------------------- |
| 2015            | Pasapalabra                      | Telecinco           | Concursante                |
| 2017 - 2018     | Operación Triunfo                | TVE                 | Profesor de interpretación |
| 2017 - 2018     | El Chat de OT                    | TVE                 | Colaborador                |
| 2018            | Trabajo temporal                 | TVE                 | Participante               |
| 2020 - 2024     | Mask Singer: adivina quién canta | Antena 3            | Miembro del jurado         |
| 2021 - presente | Drag Race España                 | Atresplayer Premium | Miembro del jurado         |
| 2024            | Drag Race España: All Stars      | Atresplayer Premium | Miembro del jurado         |

## Filmografía como director

### Cine
| Año  | Título     | Notas                           |
| ---- | ---------- | ------------------------------- |
| 2017 | La llamada | Director, productor y guionista |

### Series de televisión
| Año         | Título                          | Cadena              | Notas                                    |
| ----------- | ------------------------------- | ------------------- | ---------------------------------------- |
| 2016 - 2019 | Paquita Salas                   | Flooxer / Netflix   | Creador, director y guionista            |
| 2018        | Looser                          | Flooxer             | Productor ejecutivo                      |
| 2019        | Terror y feria                  | Flooxer             | Productor ejecutivo                      |
| 2020        | Veneno                          | Atresplayer Premium | Creador, director y guionista            |
| 2021 - 2023 | Cardo                           | Atresplayer Premium | Productor                                |
| 2021        | Una Navidad con Samantha Hudson | Atresplayer Premium | Productor                                |
| 2023        | La Mesías                       | Movistar+           | Creador, director, guionista y productor |
| 2023 - 2024 | Vestidas de azul                | Atresplayer Premium | Productor                                |
| TBA         | Piraña                          | Atresplayer Premium | Creador                                  |
| TBA         | Mariliendre                     | Atresplayer Premium | Productor                                |
| TBA         | Superestar                      | Netflix             | Productor                                |

## Teatro

### Como actor
- Aurora (Directora: Tamzin Townsend)
- Al sur de Europa. Tiempos difíciles.
- Carachina
- La Hipodérmica
- Los que besan bien

### Como director
- La llamada (2013-2023) como codirector y coescritor junto a Javier Ambrossi.
- Windsor como codirector y coescritor junto a Javier Ambrossi.
- Miss fogones universal como codirector y coescritor junto a Javier Ambrossi.

## Premios y nominaciones

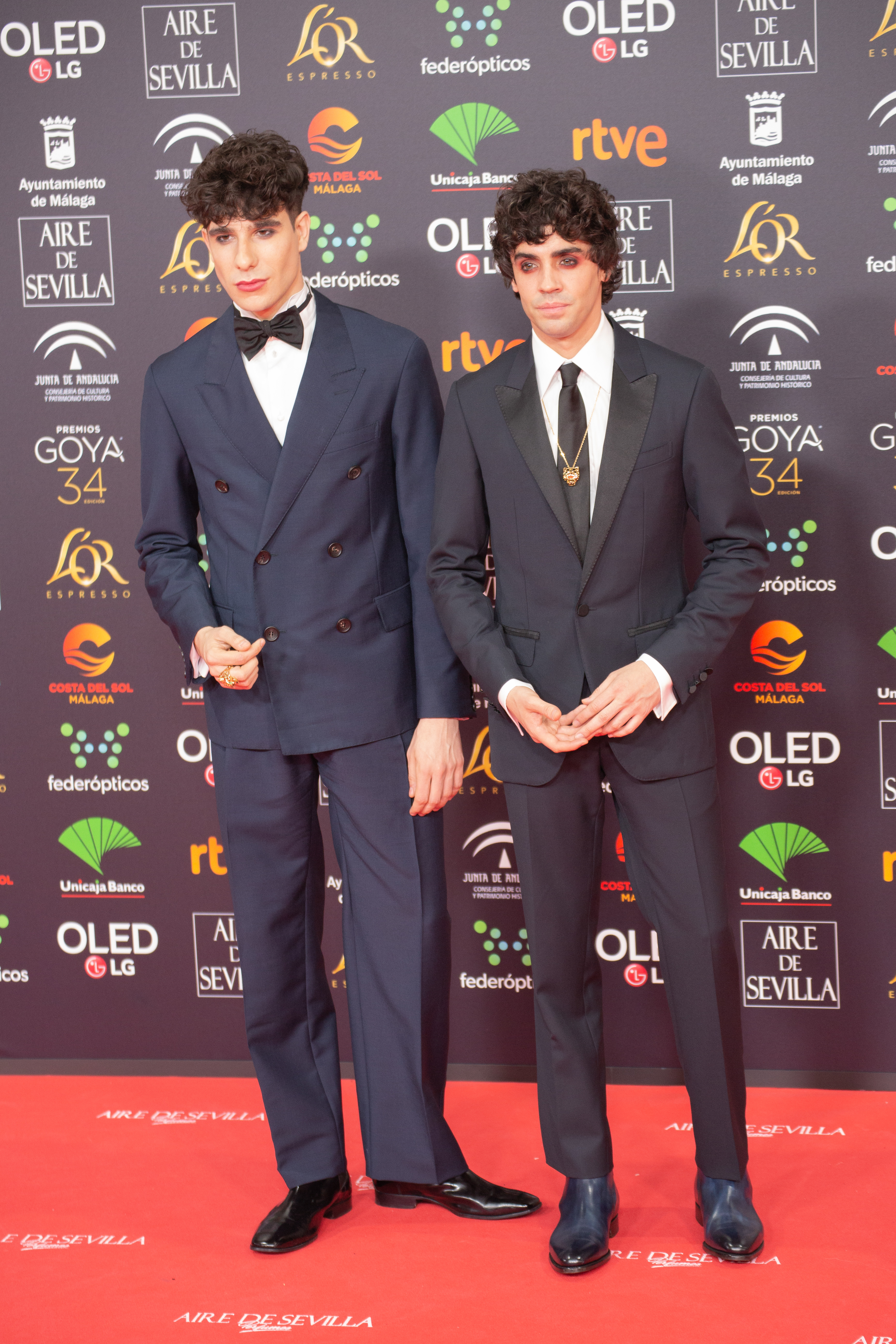
Calvo, junto a Javier Ambrossi en los Premios Goya 2020

Premios Goya
| Año  | Categoría             | Título     | Resultado |
| ---- | --------------------- | ---------- | --------- |
| 2017 | Mejor guion adaptado  | La llamada | Nominado  |
| 2017 | Mejor dirección novel | La llamada | Nominado  |

Premios Feroz
| Año  | Categoría                 | Título        | Resultado |
| ---- | ------------------------- | ------------- | --------- |
| 2017 | Mejor serie de comedia    | Paquita Salas | Ganador   |
| 2018 | Mejor película de comedia | La llamada    | Ganador   |
| 2019 | Mejor serie de comedia    | Paquita Salas | Nominado  |
| 2020 | Mejor serie de comedia    | Paquita Salas | Nominado  |
| 2024 | Mejor serie dramática     | La Mesías     | Ganador   |
| 2024 | Mejor guion en una serie  | La Mesías     | Ganador   |

Medallas del Círculo de Escritores Cinematográficos
| Año  | Categoría                 | Título     | Resultado |
| ---- | ------------------------- | ---------- | --------- |
| 2017 | Mejor guion adaptado      | La llamada | Nominado  |
| 2017 | Mejor director revelación | La llamada | Nominado  |

Premios Fotogramas de Plata
| Año  | Categoría                                  | Título     | Resultado |
| ---- | ------------------------------------------ | ---------- | --------- |
| 2017 | Mejor película española según los lectores | La llamada | Ganador   |

Premios Ondas
| Año  | Categoría                                 | Título        | Resultado |
| ---- | ----------------------------------------- | ------------- | --------- |
| 2017 | Mejor serie de ficción de emisión digital | Paquita Salas | Ganador   |

Premios Iris
| Año  | Categoría       | Título        | Resultado |
| ---- | --------------- | ------------- | --------- |
| 2020 | Mejor dirección | Paquita Salas | Nominado  |
| 2020 | Mejor guion     | Paquita Salas | Nominado  |
| 2021 | Mejor dirección | Veneno        | Ganador   |